# متسلسلة قوى
في الرياضيات، متسلسلة القوى (بالإنجليزية: Power series) (ذات المتغير الواحد) هي متسلسلة لامنتهية على الشكل
{\displaystyle f(x)=\sum _{n=0}^{\infty }a_{n}\left(x-c\right)^{n}=a_{0}+a_{1}(x-c)+a_{2}(x-c)^{2}+a_{3}(x-c)^{3}+\cdots }
حيث تمثل an معاملات المتسلسلة و c المركز وx تكون عادة عددا حقيقيا أو عقديا.
تتشكل هذه المتسلسلات عادة من توابع معروفة بطريقة مشابهة لمتسلسلات تايلور.
في العديد من الحالات، يكون المركز c مساويا للصفر، مثلا كما في حالة متسلسلة ماكلاورين.
في هذه الحالات تأخذ متسلسلات القوى شكلا أبسط :
{\displaystyle f(x)=\sum _{n=0}^{\infty }a_{n}x^{n}=a_{0}+a_{1}x+a_{2}x^{2}+a_{3}x^{3}+\cdots .}
يُمكن أن ينظَر إلى التمثيل العشري الاعتيادي للأعداد الحقيقية مثالا عن متسلسلات القوى بمعاملات صحيحة وبقيمة ثابتة ل x هي 1/10. على سبيل المثال،
{\displaystyle 3.14=3*{(1/10)}^{0}+1*{(1/10)}^{1}+4*{(1/10)}^{2}}

## أمثلة

### متعددات الحدود

الدالة الأسية (باللون الأزرق), ومجموع الحدود n+1 الأولى لمتسلسلة القوى لماكلورين (باللون الأحمر).

يمكن كتابة كل متعددة حدود على شكل متسلسلة لانهائية. مثلا : {\displaystyle f(x)=x^{2}+2x+3} يمكن كتابته بالشكل التالي : ...+f(x)=3 + 2x + x2+0x3+0x4

### المتسلسلات الهندسية والدالة الأسية ودالة الجيب
المتسلسلة الهندسية : {\displaystyle {\frac {1}{1-x}}=\sum _{n=0}^{\infty }x^{n}=1+x+x^{2}+x^{3}+\cdots ,} حيث 1 >|x| .
- معادلة الدالة الاسية : {\displaystyle e^{x}=\sum _{n=0}^{\infty }{\frac {x^{n}}{n!}}=1+x+{\frac {x^{2}}{2!}}+{\frac {x^{3}}{3!}}+\cdots ,}
- معادلة الجيب : {\displaystyle \sin(x)=\sum _{n=0}^{\infty }{\frac {(-1)^{n}x^{2n+1}}{(2n+1)!}}=x-{\frac {x^{3}}{3!}}+{\frac {x^{5}}{5!}}-{\frac {x^{7}}{7!}}+\cdots ,}

الاثنان الأخيران هما أيضا أمثلة على تسلسلات تايلور.

## قطر ومجال التقارب
إذا تقاربت متسلسلة ما للقوى في النقطة {\displaystyle x=\alpha }، فإن المتسلسلة تتقارب بالتأكيد لكل x يحقق {\displaystyle |x|<|\alpha |}. مجال التقارب هو القطعة المفتوحة {\displaystyle (-\alpha ,\alpha )}.
لكل متسلسلة قوى يوجد عدد ليس سالبا R ،({\displaystyle 0\leq R<\infty } ) حيث لكل x يحقق |R > |x المتسلسلة تتقارب وإذا |R < |x، المتسلسلة لا تتقارب.
إذا كان R مساويا للصفر، المتسلسلة تتقارب فقط في النقطة x=0. إذا R=∞; حينها المتسلسلة تتقارب لكل x. يسمى R نصف قطر التقارب أو قطر التقارب أو شعاع التقارب للمتسلسلة.
حسب مبرهنة كوشي-هادامار قطر التقارب للسلسلة {\displaystyle f(x)=\sum _{n=0}^{\infty }a_{n}x^{n}} هو :

## العمليات على متسلسلات القوى

### الجمع والطرح
عندما يُعبر عن دالتين اثنتين f و g بمتسلسلتي قوى حول نفس المركز c، فإنه يُحصل على متسلسلة القوى لمجموعها أو فرقهما بجمع أو طرح، على التوالي، حدود هاتين المتسلسلتين، حدا بِحد. أي أنه :
{\displaystyle f(x)=\sum _{n=0}^{\infty }a_{n}(x-c)^{n}}
{\displaystyle g(x)=\sum _{n=0}^{\infty }b_{n}(x-c)^{n}}
إذن
{\displaystyle f(x)\pm g(x)=\sum _{n=0}^{\infty }(a_{n}\pm b_{n})(x-c)^{n}.}

### التفاضل والتكامل
{\displaystyle f^{\prime }(x)=\sum _{n=1}^{\infty }a_{n}n\left(x-c\right)^{n-1}=\sum _{n=0}^{\infty }a_{n+1}\left(n+1\right)\left(x-c\right)^{n}}
{\displaystyle \int f(x)\,dx=\sum _{n=0}^{\infty }{\frac {a_{n}\left(x-c\right)^{n+1}}{n+1}}+k=\sum _{n=1}^{\infty }{\frac {a_{n-1}\left(x-c\right)^{n}}{n}}+k.}

## الدوال التحليلية
يُقال عن دالة f معرفة على مجموعة مفتوحة U من R أو من C أنها تحليلية إذا ساوت محليا متسلسلة قوى متقاربة.
انظر إلى جوار (رياضيات) وإلى دالة تامة الشكل وإلى امتداد تحليلي.
يمكن تحديد متسلسلة القوى لدالة عكسية لدالة تحليلية باستعمال مبرهنة العكس للاغرانج.
{\displaystyle a_{n}={\frac {f^{\left(n\right)}\left(c\right)}{n!}}}
حيث {\displaystyle f^{(n)}(c)} هي اشتقاق الدالة f من الدرجة n، مطبقآ عند النقطة c ، وحيث {\displaystyle f^{(0)}(c)=f(c)}.
إذا أعطيتَ متسلسلة للقوى بشعاع تقارب معلوم r، فإنه بالإمكان اعتبار الامتداد التحليلي لهذه المتسلسلة.